# 舞阳彼岸寺大殿
舞阳彼岸寺大殿，位于河南省舞阳县侯集镇高寺与芦郭村之间的高寺小学校园内，是一处古建筑类文物保护单位，时代为元至清。彼岸寺在当地人称为高寺，始建于元代，目前仅存中佛殿与天王殿。

## 简介与历史
舞阳彼岸寺始建于元代，据清道光《舞阳县志》载：“普善寺、彼岸寺、文殊寺、寿圣寺……俱元至正二年（1342年）建”。
明清时期经过重建，寺内建筑年久失修损毁严重，到“文革”期间，寺院内碑刻也已破坏殆尽，目前仅存中佛殿与天王殿。两殿各有三间，坐北向南，在同一中轴线上。中佛殿坐北朝南，面宽10.80米，进深8.8米，台基出墙0.16米，屋面为歇山顶，单檐九脊。中佛殿的前墙东侧所砌的一块石志，刻有一尊佛像，跏趺坐于须弥座上。石志载文：“初建，至正二年岁次已已于十月十五日，施主李交、韩礼谨志，住持僧重进，重暹建立”。天王殿为悬山顶建筑。两殿殿顶早年均使用琉璃瓦件，现已全部拆除换为灰板瓦。正、垂，饯脊、鸱吻、垂兽、饯兽则换为陶件，中间宝瓶、走兽亦全部拆除。屋架结构，斗拱，也在后代重建中更换不少大殿的屋架结构、半拱等。经过历代的多次修茸，并非完全的元代原貌，但主体结构仍是元代特征，是研究元代建筑的实物资料。
1975年8月受洪水侵袭，大殿状态更加堪忧。1982年，省文物局拨付经费2500元进行大修，之后省文物局在内部刊物《文物通讯》对彼岸寺作了的介绍。 2007年省文物局再拨款10万元予以维修。2019年县再度招标修缮，与县城隍庙共享经费240万元。
1986年，被列入为第二批河南省文物保护单位。
2019年10月，被列入为第八批全国重点文物保护单位。

## 得名传说
传说在彼岸寺建寺以前，有一个高僧，由南向北经古裴王河（又名运粮河，现已被填平而消失）时，河边没有渡船，他泅渡到达河北岸，之后念道：“苦渡终到极乐世界”，后来在他渡岸处建了一座佛寺，因此而起名为彼岸寺。